# Santa Fe (Missouri)
Pour les articles homonymes, voir Santa Fe.
Santa Fe est un secteur non constitué en municipalité dans le sud-est du comté de Monroe, dans l'État américain du Missouri. Il est situé à environ vingt-cinq miles au nord du Mexique, près du bord sud du lac Mark Twain.
Santa Fe a été fondée en 1836 et porte le nom de la commune néo-mexicaine du même nom.

## Guerre civile
Une bataille a lieu le 24 juillet 1862 à Santa Fe pendant la guerre civile américaine entre le 3e régiment de cavalerie volontaire de l'Iowa, sous le commandement du colonel Henry Clay Caldwell, et la 1ère cavalerie du nord-est du Missouri dirigée par le colonel Joseph C. Porter. Dans A History of Northeast Missouri, Volume 1, l'auteur indique que cette bataille aurait pu avoir lieu le 22 juillet, car le 23, Porter était déjà censé être entré dans le comté de Callaway.